# Мелісса Гарні
Мелісса Гарні (англ. Melissa Gurney; нар. 24 червня 1969) — колишня американська тенісистка.
Найвищу одиночну позицію світового рейтингу — 17 місце досягла 30 березня, 1987, парну — 82 місце — 21 грудня, 1986 року.
Здобула 2 одиночні титули.
Найвищим досягненням на турнірах Великого шолома було 3 коло в одиночному розряді.
Завершила кар'єру 1995 року.

## Фінали турнірів WTA

### Одиночний розряд: 4 (2–2)
| Перемога — Легенда            |
| ----------------------------- |
| Турніри Великого шолома (0–0) |
| Чемпіонати WTA (0–0)          |
| Вірджинія Слімс (2–2)         |

| Фінали за покриттям |
| ------------------- |
| Тверде (2–2)        |
| Трава (0–0)         |
| Ґрунт (0–0)         |
| Килим (0–0)         |

| Результат | Ранг | Дата           | Турнір                   | Покриття   | Суперниця      | Рахунок  |
| --------- | ---- | -------------- | ------------------------ | ---------- | -------------- | -------- |
| Перемога  | 1.   | 21 липня 1986  | Berkeley Open            | Тверде     | Барбара Ґеркен | 6–1, 6–3 |
| Перемога  | 2.   | 28 липня 1986  | Southern California Open | Тверде     | Стефані Реге   | 6–2, 6–4 |
| Поразка   | 1.   | 27 жовтня 1986 | VS Indianapolis          | Тверде (i) | Зіна Гаррісон  | 3–6, 3–6 |
| Поразка   | 2.   | 27 липня 1987  | Aptos Open               | Тверде     | Еллі Гакамі    | 3–6, 4–6 |